# Lipljan (gmina)
Lipljan (serb. Липљан, alb. Lipjanit) – gmina w Kosowie, w regionie Prisztina. Jej siedzibą jest miasto Lipljan.

## Geografia
Na terenie gminy znajduje się udostępniona do zwiedzania jaskinia Shpella e Gadimës (serb.-chorw. Mermerna pećina) o długości 1260 m.

## Demografia
W 2011 roku gmina liczyła 57 605 mieszkańców. Większość z nich stanowili etniczni Albańczycy – 94,6%. Wymieniało się następujące grupy narodowościowe i etniczne:
1. Albańczycy (54 467)
2. Ashkali(inne języki) (1812)
3. Serbowie (513)
4. Romowie (342)
5. Turcy (128)
6. Boszniacy (42)
7. Gorani (6)
8. Egipcjanie Bałkańscy (4)

## Polityka
W wyborach lokalnych przeprowadzonych w 2017 roku kandydaci Demokratycznej Ligi Kosowa uzyskali 12 z 31 mandatów w radzie gminy. Frekwencja wyniosła 49,9%. Burmistrzem został Imri Ahmeti.